# Meis
Meis – gmina w Hiszpanii, w prowincji Pontevedra, w Galicji, o powierzchni 52,39 km². W 2011 roku gmina liczyła 4992 mieszkańców.